# 888poker
888poker, antiguamente Pacific Poker, es una red de póquer en línea fundada en 1997. Forma parte de un grupo de marcas de entretenimiento en línea propiedad de 888 Holdings plc.

## Historia

### En España
El 15 de junio de 2012, la Dirección General de Ordenación del Juego (DGOJ), publicó en su sitio web la lista definitiva de operadores con licencia para operar en España, entre los que se encuentra 888 Spain plc. 
888poker ofrece desde entonces sus productos en línea, combinados con una serie de torneos presenciales entre los que destacan el SuperStack, con eventos en varias ciudades españolas en las que se distribuyeron más de 400.000€ en premios durante 2014.

### El 888poker Team
888 poker ha formado un equipo formado por una combinación de jugadores profesionales de póquer y celebridades de otras industrias. El capitán del 888poker Team y exjugador internacional de críquet, el australiano Shane Warne, firmó su primer acuerdo de patrocinio con 888poker en enero de 2008. El campeón de peso Welter George St. Pierre firmó un acuerdo de colaboración con 888poker el 9 de abril de 2012. St. Pierre participa de manera activa en torneos de póquer, y dedica los beneficios a una fundación sin ánimo de lucro que lucha contra el acoso escolar. Warne fue escogido para formar parte del Hall of Fame del International Cricket Council el 19 de julio de 2013. 888poker tiene otros acuerdos de colaboración con varios jugadores profesionales de póquer incluyendo: JC Tran, Jackie Glazier, Sam Holden, Jessica Dawley, Jesse Sylvia, Bruno Kawauti, Nicolau Villa-Lobos, Russell Thomas, Jake Balsiger, Michiel Brummelhuis, Jay Farber y los componentes de los “november nine” de 2015 Neil Blumenfield, Joe McKeehen y Thomas Cannuli.
El 14 de mayo de 2014, 888poker anunció la firma de un nuevo contrato de colaboración con la estrella de fútbol uruguayo Luis Suárez para unirse al Team 888poker. Tras el incidente del jugador en la Copa del Mundo de 2014, en el que mordió a un rival, 888poker hizo público que revisaría la relación con Suárez en aras de un “comportamiento antideportivo”, tan sólo un mes después de la firma. El 29 de junio de 2014, se hizo efectiva la terminación del contrato, y 888poker publicó un anuncio oficial admitiendo que el comportamiento del jugador en el partido de la Copa del Mundo era el motivo de la ruptura: “debido a sus acciones durante el partido de la Copa del Mundo entre la selección de Uruguay y la de Italia…888poker ha decidido dar por finalizadas sus relaciones con Luis Suárez con efecto inmediato.”

### Premios
888poker ha recibido varios premios:
| Premio                                   | Año               |
| ---------------------------------------- | ----------------- |
| Operador Socialmente Responsable del Año | 2010              |
| Operador del año, premios operador eGR   | 2011, 2012 y 2013 |
| Mejor Producto de Gaming                 | 2012              |